# René Martin
René Martin (født 20. februar 1908 i Glabais, død 23. juni 1988 i Forest) var en cykelrytter fra Belgien.
Ved historiens første udgave af Københavns seksdagesløb endte Martin i 1934 på tredjepladsen sammen med makker og landsmand Albert Billiet.